# Valery Shary
Valery Shary (en biélorusse : Валерый Пятровіч Шарый), né le 2 janvier 1947 à Tcherven, est un  haltérophile biélorusse qui concourait pour l'Union soviétique.
La carrière sportive de Valery Shary doit beaucoup à son entraîneur, Pavel Yakovlevitch Zubriline, qui avait perçu le potentiel du jeune athlète et était attentif à la personnalité de son protégé. Particulièrement respectueux des consignes de Zubriline, Shary a rapidement progressé et remporté le titre national chez les jeunes. Il s'est ensuite imposé au plus haut niveau en senior, accumulant les titres : champion d'URSS en 1975, 1977 et 1978, champion d'Europe en 1975 et 1976, champion du monde ces mêmes années et, surtout, champion olympique à Montréal en 1976 en moins de 82,5 kg. Valery Shary a également remporté deux Spartakiades.
Valery Shary a établi treize records du monde.
Il a été fait Maître émérite du sport de l'URSS et décoré de l'ordre de l'Amitié des peuples.